# Aleimmatádes
Aleimmatádes är en ort i Grekland.   Den ligger i prefekturen Nomós Kerkýras och regionen Joniska öarna, i den västra delen av landet, 400 km nordväst om huvudstaden Aten. Aleimmatádes ligger 327 meter över havet och antalet invånare är 120. Den ligger på ön Korfu.
Terrängen runt Aleimmatádes är kuperad söderut, men norrut är den platt. Havet är nära Aleimmatádes åt sydväst. Runt Aleimmatádes är det ganska tätbefolkat, med 214 invånare per kvadratkilometer. Närmaste större samhälle är Korfu, 18,6 km sydost om Aleimmatádes. I omgivningarna runt Aleimmatádes växer i huvudsak blandskog.